# Poklonstvo kraljeva (Leonardo)
Poklonstvo kraljeva (246,7 x 243,5 cm), ulje na drvetu, (ožujak 1481.), galerija Uffizi, Firenca, Leonardo da Vinci.

## Opis
Leonardova prva samostalna i istovremeno revolucionarna slika proizvodi utisak velikog stroja, koji je sastavljen od pojedinačnih oblika, gesti, geometrijskih figura i dobrog ugođaja. Leonardo da Vinci napravio je sliku 1481. godine za samostan San Donato a Scopeto kod Firence. Djelo ostaje nedovršeno, kada umjetnik 1482. godine odlazi u Milano. 
Iako oblici još ne posjeduju boju, očigledna je neuobičajena darovitost Leonarda, koji u ovoj slici daje novu dimenziju formi i oblicima.
Desno postavljeni pastir koji gleda van slike uzima se kao mladenački autoportret Leonardo da Vinci. 
Nadalje na ovoj slici nalazi se za Leonarda tipična gesta podignutog kažiprsta desne ruke prema nebu.